# Nymphon vulsum
Nymphon vulsum är en havsspindelart som beskrevs av Stock, J.H. 1986. Nymphon vulsum ingår i släktet Nymphon och familjen Nymphonidae. Inga underarter finns listade i Catalogue of Life.